# Fluitconcert (Aho)
Kalevi Aho schreef aan zijn Fluitconcert van mei tot en mei augustus 2002. De opdracht van het werk kwam van Robert von Bahr, baas van BIS Records.
Het werk begin in eerste instantie als een liederencyclus van toonzettingen van gedichten van Tomas Tranströmer. Gaandeweg schoof het werk steeds meer op richting een concert voor dwarsfluit en orkest. De inspiratie van dit werk was naast de dichterbundels ook het overlijden van zijn vader begin 2002 en de ziekte van zijn hond. Op 27 november 2003 werd het fluitconcert voor het eerst uitgevoerd door Sharon Bezaly, een protegé van Von Bahr, en het Symfonieorkest van Lahti (toen onder de hoede van BIS) onder leiding van Osmo Vänskä. Plaats van handeling was de Sibeliuszaal in Lahti. 
Het concert heeft de klassieke driedelige opzet:
1. Misterioso, adagio
2. Presto, leggiero (attaca)
3. Epilogue

De delen 1 en 3 zijn daarbij geschreven in een langzaam tempo, het middendeel is snel. Het werk begint mysterieus in een zeer zachte dynamiek.
Aho schreef het werk voor:
- 1 solodwarsfluit, ook altfluit
- 3 dwarsfluiten, 3 hobo’s, 2 klarinetten, 2 fagotten
- 3 hoorns, 2 trompetten, 1 eufonium, 2 trombones, 1 tuba
- geen pauken, 2 man/vrouw percussie, 1 harp
- violen, altviolen, celli, contrabassen